# Graphidipus abraxaria
Graphidipus abraxaria là một loài bướm đêm trong họ Geometridae.